# Ångermanland
För andra betydelser, se Ångermanland (olika betydelser).
Ångermanland är ett landskap i Norrland. Landskapet gränsar i söder till Medelpad, i väster till Jämtland, i norr till Lappland och Västerbotten och i öster till Bottenhavet. 

## Vapen
Blasonering: I blått fält tre bjälkvis ställda laxar av silver över varandra, den mellersta vänstervänd, samtliga med röd beväpning, därest dylik skall komma till användning.
Vapnet finns tryckt på Norrlands Gulds flaskor och burkar. Anledningen till det är att ölet började bryggas i ångermanländska Sollefteå år 1965.
Vapnet ingår också som en del i prins Nicolas vapen, eftersom han är hertig av Ångermanland.

## Namn
Landskapets namn (fornsvenska) Angermannaland) härleds ur fornsvenska anger ’fjord, havsvik’, som anses syfta på Ångermanälvens nedersta del.

## Historia

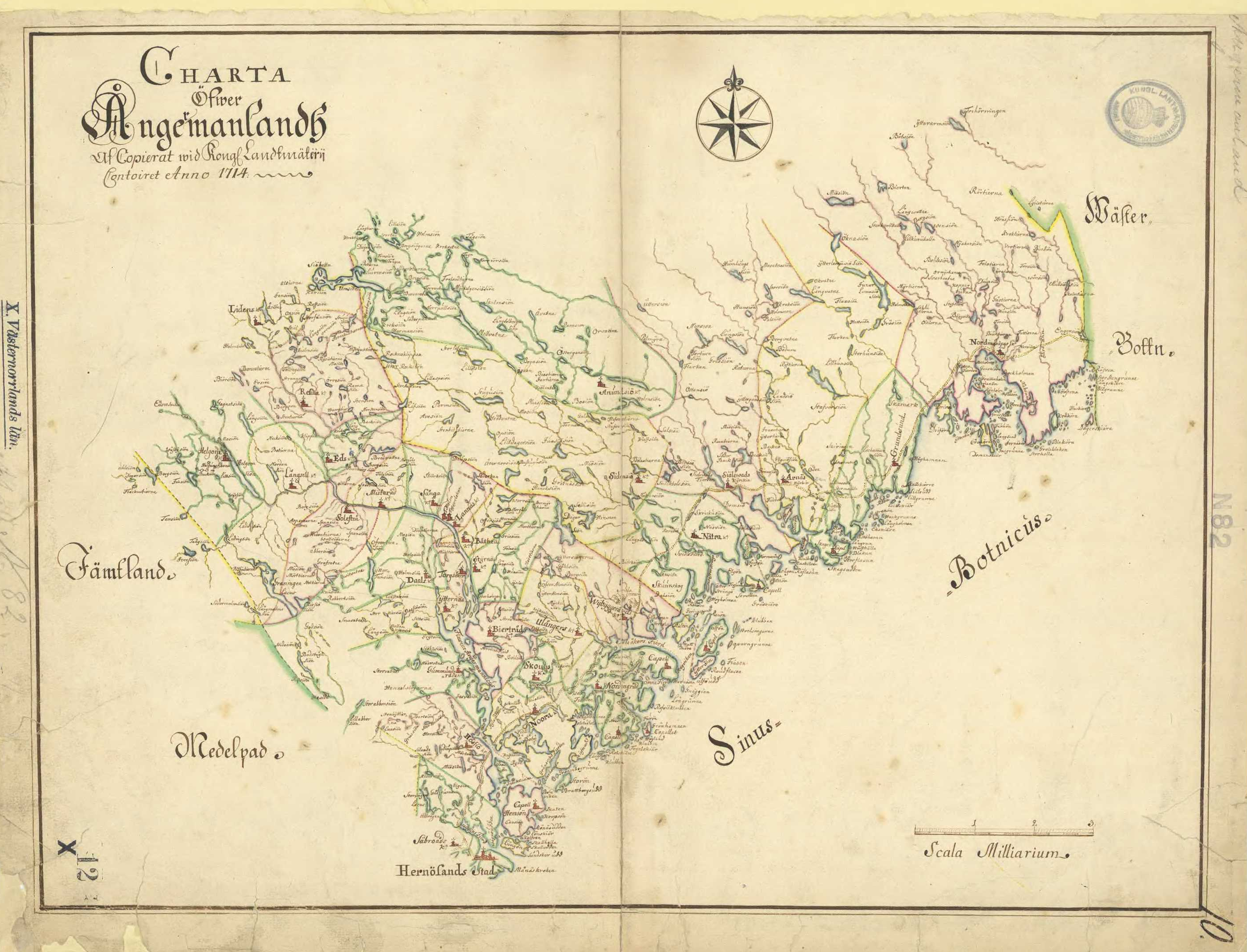
Karta över Ångermanland från 1714.

### Fram till 1600-talet
Ångermanland är en gammal bygd, vittnar de många ättehögar från den yngre järnåldern som går ända upp till Resele socken, inemot 100 kilometer från havsbandet. Nära 20 kilometer längre upp efter älven, i Näsåker, finns en större samling av hällristningar. Utefter älven ligger även Sveriges nordligaste funna fornborg, Rogstaklippen.
Ångermanland var länge den nordligaste delen av landet när Sverige formades till ett rike. Bebyggelsen följde Ångermanälven uppåt, medeltidskyrkorna och kyrkoruinerna i detta område samt enskilda dokument vittnar om detta. 
Landskapet omnämns för första gången i slutet av 1100-talet i den latinska källskriften Historia Norvegiæ, då under namnet Angaria, som uppgavs vara ett av de land som gränsade mot Norge. I det äldsta dokument som tar upp alla socknar inom området, sexårsgärden från 1314, återfinns den senare ångermanländska socknen Häggdånger under Medelpad, samtidigt som de senare västerbottniska socknarna Umeå och Bygdeå ligger under rubriken Angermannia.  Umeå och Bygdeå hörde dock aldrig helt och fullt till Ångermanland, att döma av formuleringar i Hälsingelagen.
År 1585 fick Ångermanland sin första stad, Härnösand.

### Indelningar från 1600-talet och framåt

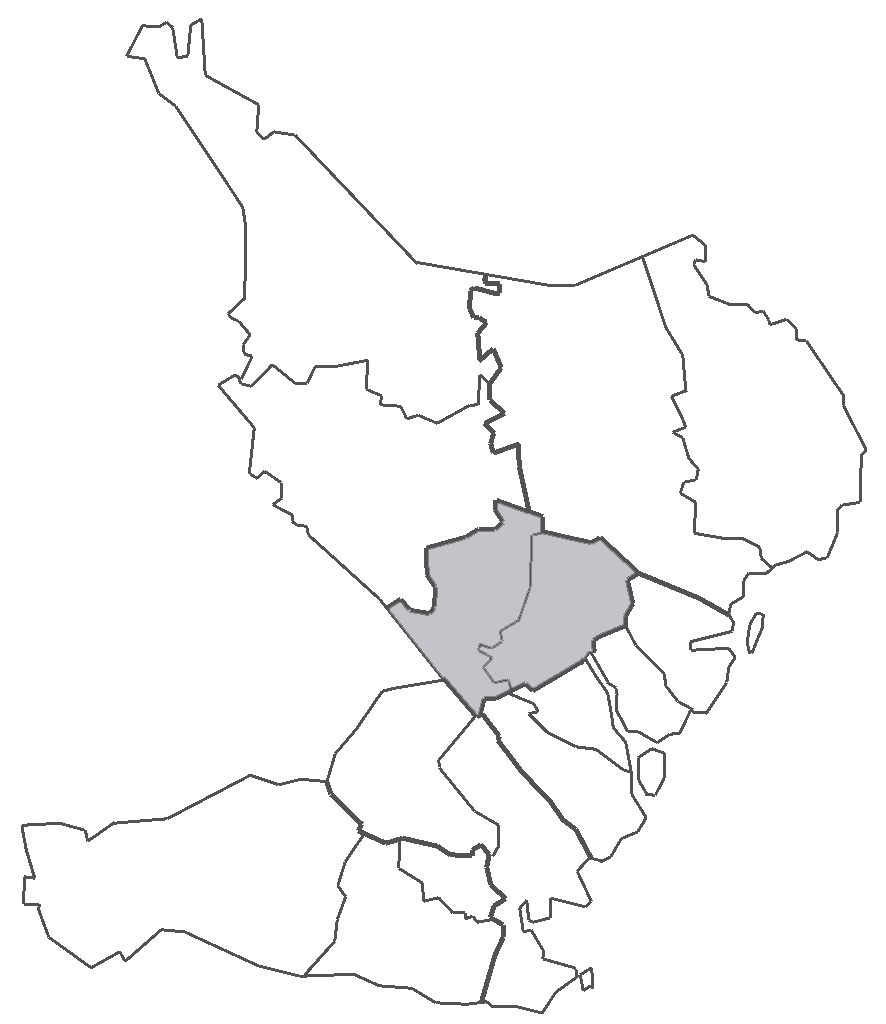
Socknarna i sydvästra Ångermanland i Västernorrlands län

#### Socknar
Dessa bildades huvudsakligen under medeltiden.
Sydöstra Ångermanland
- Gudmundrå som ombildades till Kramfors stad 1947
- Högsjö varur 1845 utbröts Hemsö socken
- Hemsö bildad 1845 ur Högsjö socken
- Bjärtrå
- Nora
- Skog
- Nordingrå
- Ullånger
- Vibyggerå
- Häggdånger
- Stigsjö
- Säbrå
- Viksjö bildad 1771 genom en utbrytning ur Västanå församling som utbrutits 1751 ur Stigsjö socken
- Härnö uppgick 1873 i Härnösands stad

Sydvästra Ångermanland
- Ed
- Graninge bildad 1673 genom utbrytning ur Långsele socken
- Långsele varur 1673 Graninge socken utbröts
- Multrå
- Sollefteå
- Boteå
- Dal
- Styrnäs
- Sånga
- Torsåker
- Ytterlännäs
- Överlännäs

Nordvästra Ångermanland
- Bodum bildad 1799 genom utbrytning ur Fjällsjö socken
- Fjällsjö varur utbröts 1772 Tåsjö socken och 1799 Bodums socken
- Junsele
- Tåsjö bildad 1772 genom utbrytning ur Fjällsjö socken
- Edsele
- Helgum
- Ramsele
- Resele
- Ådals-Liden

Nordöstra Ångermanland
- Arnäs varur 1811 Gideå socken utbröts
- Björna bildad 1795 genom utbrytning ur Själevads socken
- Gideå bildad 1811 genom utbrytning ur Arnäs socken och varur 1872 Trehörningsjö socken utbröts
- Grundsunda
- Mo bildad 1824 genom utbrytning ur Själevads socken
- Själevad varur utbröts 1795 Björna socken, 1824 Mo socken och 1863 Örnsköldsviks köping (senare stad)
- Trehörningsjö bildad 1872 ur Gideå socken
- Anundsjö
- Nätra
- Sidensjö varur 1779 Skorpeds socken utbröts
- Skorped bildad 1779 genom utbrytning ur Sidensjö socken
- Nordmaling varur 1808 Bjurholms socken utbröts, och 1914 Hörnefors socken
- Bjurholm bildad 1808 genom utbrytning ur Nordmalings socken
- Hörnefors socken bildad 1914 genom utbrytning ur Nordmalings socken och Umeå socken

Utanför socknarna och med egen jurisdiktion fanns Härnösands stad från 1585 med Härnösands rådhusrätt till 1971. Örnsköldsviks stad bildades 1894 med Örnsköldsviks rådhusrätt till 1938, Sollefteå stad 1917 (utan egen jurisdiktion) och Kramfors stad 1947 (utan egen jurisdiktion).

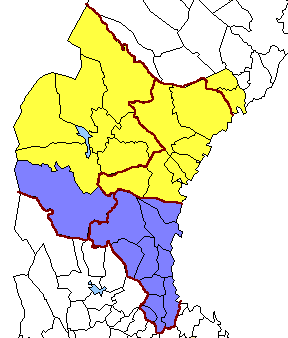
1645 bildades Hudiksvalls län (blått) och Härnösands län (gult). Dessa sammanslogs 1654 till Västernorrlands län (både gult och blått), som 1762 delades i Gävleborgs län (blått) och Västernorrlands län (gult). Dagens länsgränser kan ses i rött.

#### Län
När den moderna länsindelningen infördes som en följd av 1634 års regeringsform kom Ångermanland att tillhöra Västernorrlands län. Detta delades under perioden 1646–54 upp i Hudiksvalls län och Härnösands län, varvid Ångermanland hörde till det senare. Sedan dessa län åter sammanslogs 1654 har nästan hela landskapet hört till Västernorrlands län.
En liten del av Hässjö och Ljustorps socknar, annars i Medelpad, tillhör landskapet. Delar av Ramsele socken och Fjällsjö socken överfördes i slutet av 1800-talet till Ströms socken och Borgvattnets socken och Jämtlands län. Tåsjö socken, Bodums socken och Fjällsjö socknar i landskapet tillhör sedan 1974 Jämtlands län (Strömsunds kommun). Till Västerbottens län hör sedan 1810 Nordmalings och Bjurholms socknar.

#### Fögderier
Omkring 1400 fanns Sveriges nordligaste fogdeborg i Styresholm i Ådalen. Annars lydde Ångermanland under senmedeltiden vanligen under fogden för Hälsingland.
Socknarna i hela Ångermanland hörde till 1668 till Ångermanlands fögderi.[källa behövs]
Mellan 1668 och 1918 fanns följande fögderier:
- Från 1668 till 1868 Södra Ångermanlands fögderi för socknarna i sydvästra, nordvästra och sydöstra Ångermanland (dock endast till 1811 för Nordingrå, Ullånger och Vibyggerå socknar.)
- Från 1668 till 1900 Norra Ångermanlands fögderi för socknarna i nordöstra Ångermanland (dock Nordmalings och Bjurholms socknar bara till 1810) och från 1811 Nordingrå, Ullångers och Vibyggerå socknar
- Från 1868 till 1918 Södra Ångermanlands nedre fögderi för några socknar i sydvästra Ångermanland (Boteå, Styrnäs, Överlännäs, Ytterlännäs, Sånga, Torsåker och Dal) och de i sydöstra Ångermanland (förutom Nordingrå, Ullångers och Vibyggerå socknar)
- Från 1868 till 1918 Södra Ångermanlands övre fögderi för några socknar i sydvästra Ångermanland (Multrå, Sollefteå, Ed, Långsele och Graninge) samt de i nordvästra Ångermanland
- Från 1900 till 1918 Norra Ångermanlands nedre fögderi för Nätra, Sidensjö, Skorpeds, Anundsjö, Nordingrå, Ullångers och Vibyggerå socknar
- Från 1900 till 1918 Norra Ångermanlands övre fögderi för Björna, Mo, Själevads, Arnäs, Grundsunda, Gideå och Trehöringsjö socknar

Från 1918 till 1991 fanns följande fögderier
- Skogens fögderi till 1946 för Nora, Skog, Bjärtrå, Nordingrå, Ullånger, Vibyggerå, Styrnäs, Boteå, Överlännäs, Sånga, Nätra, Sidensjö och Skorpeds socknar
- Mellansels fögderi till 1946 för Anundsjö, Björna, Mo, Själevads, Arnäs, Grundsunda, Gideå och Trehöringsjö socknar
- Ådals fögderi till 1946 för Multrå, Sollefteå, Ed, Långsele och Graninge, Helgums och Resele socknar; till 1971 för Edsele, Ramsele, Ådals-Lidens, Junsele, Fjällsjö, Bodums och Tåsjö socknar
- Kramfors fögderi för Gudmundrå, Bjärtrå och Ytterlännäs socknar; till 1946 för Häggdångers, Säbrå, Stigsjö, Viksjö, Hemsö, Torsåkers och Dals socknar; till 1971 för Högsjö socken; från 1946 till 1971 för Nora och Skogs socknar; från 1971 för Ullångers, Nordingrå, Vibyggerå och Styrnäs socknar
- Härnösands fögderi för Gudmundrå socken; från 1946 för Häggdångers, Säbrå, Stigsjö, Viksjö och Hemsö socknar; från 1946 till 1971 för Ullångers och Nordingrå socknar; från 1971 för Högsjö, Nora och Skogs socknar
- Sollefteå fögderi från 1946 för Boteå, Överlännäs, Sånga, Torsåkers, Dals, Multrå, Eds, Långsele, Graninge, Helgums och Resele socknar samt Sollefteå stad; till 1971 för Styrnäs socken; från 1971 för Edsele, Ramsele, Ådals-Lidens och Junsele socknar; från 1971 till 1974 för Fjällsjö, Bodums och Tåsjö socknar (dessa övergick 1974 till Östersunds fögderi)
- Nordanskogs fögderi från 1946 till 1971 för Vibyggerå, Sidensjö, Skorpeds, Björna, Mo, Grundsunda, Gideå och Trehörningsjö socknar
- Örnsköldsviks fögderi från 1946 för Nätra, Anundsjö, Själevads och Arnäs socknar; från 1971 för Sidensjö, Skorpeds, Björna, Mo, Grundsunda, Gideå och Trehörningsjö socknar

Nordmalings och Bjurholms socknar bytte länstillhörighet 1810 och hörde därefter till Västerbottens första fögderi (till 1843 alt 1886) därefter Umeå fögderi  till 1946, därefter till Umeå södra fögderi till 1970.

#### Lagsaga, domsagor, tingslag och tingsrätter
Ångermanland omfattades under tidig medeltid av Hälsingelagen, ingick från senast 1401 i Upplands lagsaga och från 1611 i Norrlands lagsaga när den bildades. 1718–1719 ingick området i Ångermanlands läns lagsaga, för att från 1720 ingå i Ångermanlands och Västerbottens lagsaga tills denna avskaffaades 1849. Först 1671 inrättades häradsrätter i området som då delades in i tingslag och domsagor.
Fram till 1811 tillhörde hela Ångermanland en domsaga, Ångermanlands domsaga, förutom under perioden 1757–1788 då området var uppdelat i Ångermanlands norra domsaga och Ångermanlands södra domsaga. Från början fanns det 17 tingslag men 1697 var de bara 10 (Boteå, Sollefteå, Ramsele, Nora och Gudmundrå, Säbrå, Nordingrå, Nätra, Själevad, Arnäs samt Åsele). 1757 delades tingslaget Nora och Gudmundrå i två. 1788 blev Nordmaling ett eget tingslag.
Från 1811 till 1971 fanns domsagorna:
- Södra Ångermanlands domsaga till 1881 för socknarna i sydvästra och sydöstra Ångermanland (dock endast till 1841 för socknarna Nordingrå, Ullånger och Vibyggerå).
  - med tingslagen Säbrå tingslag, Gudmundrå tingslag, Nora tingslag Nordingrå tingslag (före 1841) och Boteå tingslag, Sollefteå tingslag (med Resele, Ådals-Lidens och Junsele socknar) och Ramsele tingslag (för Helgums, Edsele, Ramsele, Fjällsjö, Bodums och Tåsjö socknar)
- Ångermanlands södra domsaga från 1882 för socknarna i sydöstra Ångermanland (dock endast från 1930 för socknarna Nordingrå, Ullånger och Vibyggerå) med:
  - före 1905 Säbrå tingslag Gudmundrå tingslag och Nora tingslag
  - mellan 1905 och 1970 Ångermanlands södra domsagas tingslag dock enbart från 1930 för Nordingrå, Ullångers och Vibyggerå socknar
- Ångermanlands mellersta domsaga från 1882 till 1970 för socknarna i sydvästra Ångermanland
  - före 1948 med Boteå tingslag, Sollefteå tingslag
  - från 1948 Ångermanlands mellersta domsagas tingslag
- Ångermanlands västra domsaga från 1882 till 1970 för socknarna i nordvästra Ångermanland
  - Före 1913 Ramsele tingslag (för Helgums, Edsele, Ramsele, Fjällsjö, Bodums och Tåsjö socknar), Resele tingslag (för Resele, Ådals-Lidens och Junsele socknar),
  - mellan 1913 och 1939 med Ramsele och Resele tingslag, Fjällsjö tingslag
  - mellan 1939 och 1970 med Ångermanlands västra domsagas tingslag
- Norra Ångermanlands domsaga från 1811 till 1901
  - Mellan 1811 och 1840 Anundsjö tingslag, Sidensjö tingslag och Grundsunda tingslag
  - mellan 1811 och 1820 Nordmalings och Bjurholms tingslag 
  - mellan 1811 och 1901 Nätra tingslag, Själevads tingslag, för Själevads, Björna och Mo socknar Arnäs tingslag för Arnäs, Gideå, Grundsunda och Trehörningsjö socknar
  - Mellan 1841 och 1901 Nordingrå tingslag
- Nätra och Nordingrå domsaga 1901-1930 
  - med Nordingrå tingslag, Nätra tingslag
- Själevads och Arnäs domsaga 1901-1930 med
  - till 1906 Själevads tingslag, Arnäs tingslag
  - från 1906 Själevads och Arnäs domsagas tingslag
- Ångermanlands norra domsaga från 1930 till 1971 för socknarna i nordöstra Hälsingland med
  - Ångermanlands norra domsagas tingslag

- Sollefteå domsaga från 1970-1971 för socknarna i sydvästra och nordvästra Ångermanland med 
  - Sollefteå domsagas tingslag

1971 uppgick tingslagen i Härnösands domsaga, Sollefteå domsaga och Örnsköldsviks domsaga. Dessa tre uppgick sedan 2002 i Ångermanlands domsaga.
För Nordmalings och Bjurholms socknar gällde efter 1820 att de till 1970 hörde till Västerbottens södra domsaga med Nordmalings och Bjurholms tingslag till 1948 därefter Västerbottens södra domsagas tingslag. Från 1971 till 1982 till Umebygdens domsaga, därefter till Umeå domsaga.

#### Kommuner 1952–1970
Städer (4 st):
| - Härnösands stad - Kramfors stad | - Sollefteå stad - Örnsköldsviks stad |

Landskommuner (27 st):

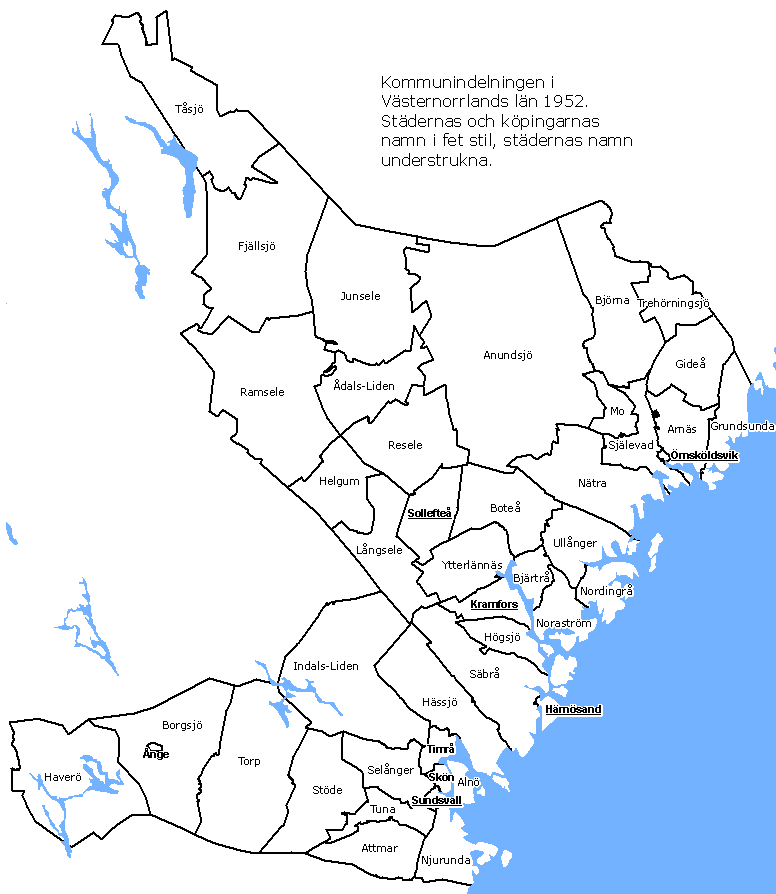
Kommunindelningen i Västernorrlands län 1952.

| - Anundsjö landskommun - Arnäs landskommun - Bjurholms landskommun - Bjärtrå landskommun - Björna landskommun - Boteå landskommun - Fjällsjö landskommun - Gideå landskommun - Grundsunda landskommun - Helgums landskommun - Högsjö landskommun - Junsele landskommun - Långsele landskommun - Mo landskommun | - Nora och Skogs landskommun (bytte samma år namn till Noraströms landskommun) - Nordingrå landskommun - Nordmalings landskommun - Nätra landskommun - Ramsele landskommun - Resele landskommun - Själevads landskommun - Säbrå landskommun - Trehörningsjö landskommun - Tåsjö landskommun - Ullångers landskommun - Ytterlännäs landskommun - Ådals-Lidens landskommun |

Förändringar 1952–1970

1 januari 1963
- Mo landskommun uppgick i Själevads landskommun.
- Arnäs landskommun uppgick i Örnsköldsviks stad.

1 januari 1967
- Tåsjö landskommun uppgick i Fjällsjö landskommun.

1 januari 1969
- Högsjö landskommun och Säbrå landskommun uppgick i Härnösands stad.

#### Kommuner från 1971
Landskapet består sedan 1971 av följande kommuner ordnade i avtagande storleksordning, enligt SCB 31 december 2024:
| Nr | Kommun                     | Folkmängd |
| -- | -------------------------- | --------- |
| 1  | Örnsköldsviks kommun       | 55 443    |
| 2  | Härnösands kommun          | 24 515    |
| 3  | Sollefteå kommun           | 18 396    |
| 4  | Kramfors kommun            | 17 491    |
| 5  | Nordmalings kommun         | 6 942     |
| 6  | Bjurholms kommun           | 2 359     |
| 7  | Strömsunds kommun (del av) |           |
| 8  | Umeå kommun (del av)       |           |
| 9  | Dorotea kommun (del av)    |           |

Dessutom hör ett litet, obebott område i Lycksele kommun till Ångermanland. [källa behövs]

## Demografi
| Befolkningsutveckling i Ångermanland 1910–2020 | Befolkningsutveckling i Ångermanland 1910–2020 | Befolkningsutveckling i Ångermanland 1910–2020 | Befolkningsutveckling i Ångermanland 1910–2020 | Befolkningsutveckling i Ångermanland 1910–2020 |
| ---------------------------------------------- | ---------------------------------------------- | ---------------------------------------------- | ---------------------------------------------- | ---------------------------------------------- |
|                                                |                                                |                                                |                                                |                                                |
| år                                             |                                                |                                                | folkmängd                                      |                                                |
| 1910                                           | 1910                                           |                                                | 165 165                                        | 165 165                                        |
| 1920                                           | 1920                                           |                                                | 172 195                                        | 172 195                                        |
| 1930                                           | 1930                                           |                                                | 182 717                                        | 182 717                                        |
| 1940                                           | 1940                                           |                                                | 185 472                                        | 185 472                                        |
| 1950                                           | 1950                                           |                                                | 191 407                                        | 191 407                                        |
| 1960                                           | 1960                                           |                                                | 187 118                                        | 187 118                                        |
| 1970                                           | 1970                                           |                                                | 166 981                                        | 166 981                                        |
| 1980                                           | 1980                                           |                                                | 161 252                                        | 161 252                                        |
| 1990                                           | 1990                                           |                                                | 155 706                                        | 155 706                                        |
| 2000                                           | 2000                                           |                                                | 143 031                                        | 143 031                                        |
| 2010                                           | 2010                                           |                                                | 131 867                                        | 131 867                                        |
| 2020                                           | 2020                                           |                                                | 130 133                                        | 130 133                                        |
| Källa: Statistiska centralbyrån (SCB) via fiwp |                                                |                                                |                                                |                                                |

## Geografi

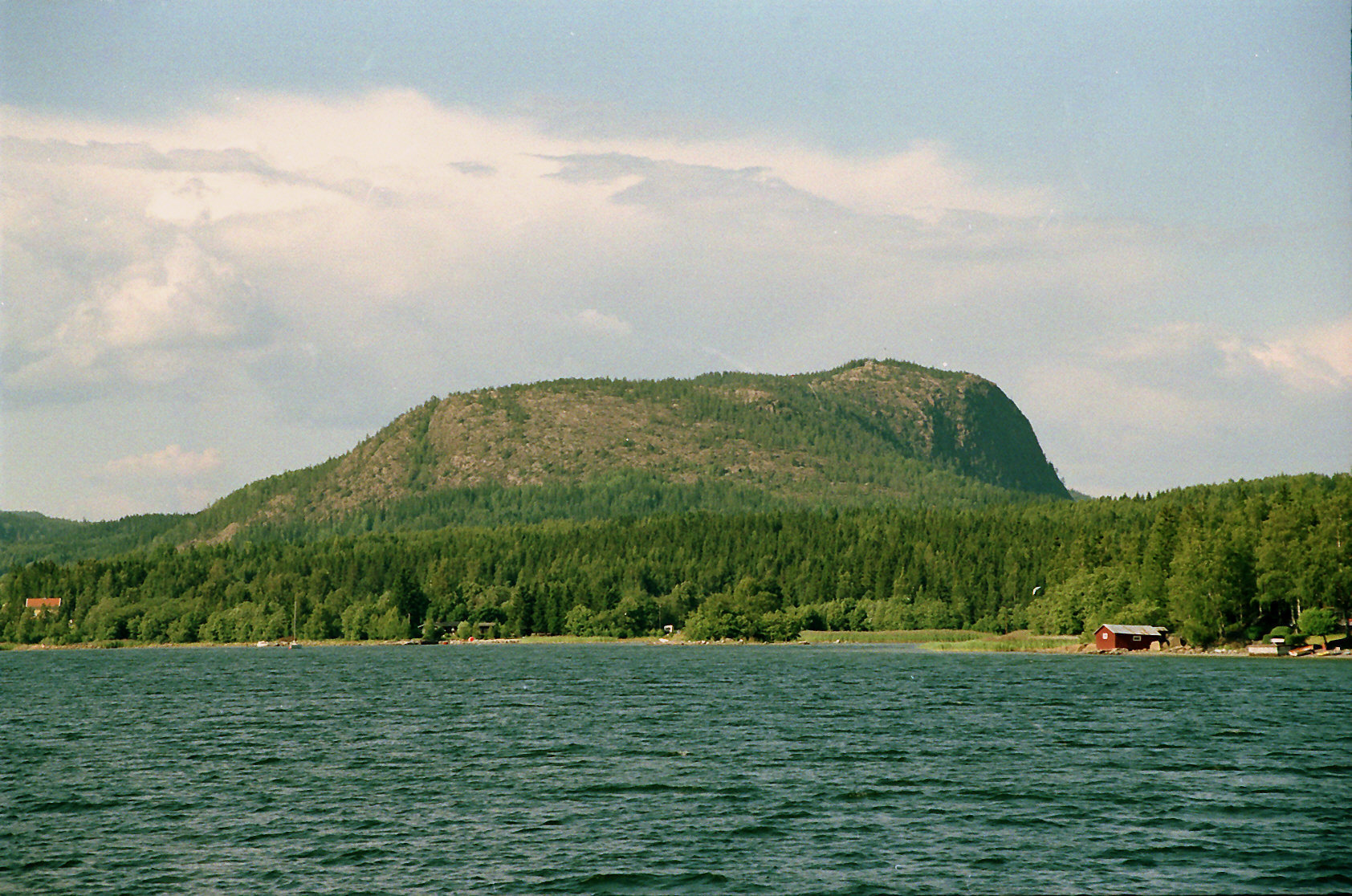
Skuleberget vid E4 norr om Docksta

Ångermanland har närmast formen av en triangel, vars norra, djupt inbuktade sida begränsas av Lappland och Västerbotten, sydöstra av Bottniska viken och sydvästra av Medelpad och Jämtland. Gränsen mot de två sista landskapen går nästan i rak linje från Åvike, vid kusten, åt nordväst över Storsjön (63 meter över havet), förbi Lill-Roten (160 meter) och Stor-Roten (167 meter), över Eksjön (280 meter), Aldersjön (316,6 meter), Kälsjön (383,4 meter), Halasjön (332 meter) med flera småsjöar, tar sydöst om Ströms vattudal övervägande nordlig riktning, går genom Flåsjön (265,4 meter) åt nordväst upp till Steksundsholmen, där Ångermanlands, Jämtlands och Lapplands gränser möts. Steksundsholmen ligger i Saxälvens utlopp i norra änden av Tåsjön (247,6 meter), Ångermanlands största insjö, nära 40 kilometer lång, men ej bredare än 3 kilometer, varefter den gör en stor båge åt sydöst och nordöst, över Ångermanälven, Gide, Lögde och Öre älvar samt norr om Örträsk bryter av åt sydöst, mellan Öre älv och Ume älv till havet.
| - Anundsjösjön - Betarsjön - Drömmesjön - Gissjön - Graningesjön - Helgumssjön - Hinnsjön - Jansjön - Kornsjösjön - Yttre och Inre Lemesjön - Stor-Degersjön - Tåsjön - Ödsbysjön - Önskasjön | - Norra Anundsjöån - Södra Anundsjöån - Hörnån - Öreälven - Leduån - Lögdeälven - Husån - Gideälven - Moälven - Nätraån - Ångermanälven - Faxälven - Fjällsjöälven - Vängelälven |

### Större tätorter
Följande tätorter hade fler än 10 000 invånare enligt tätortsavgränsningen den 31 december 2010:
1. Örnsköldsvik, 28 991
2. Härnösand, 17 556

Tätorter med fler än 1 000 invånare 31 december 2010:
1. Sollefteå, 8 562
2. Kramfors, 5 990
3. Nordmaling, 2 546
4. Bollstabruk, 1 871
5. Bjästa, 1 808
6. Husum, 1 647
7. Långsele, 1 584
8. Köpmanholmen, 1 237
9. Bredbyn, 1 186

## Matkultur
Den berömda delikatessen surströmming framställs vid Norrlandskusten; den viktigaste produktionsplatsen är ångermanländska Ulvön. Kams framställt på kornmjöl kokas och äts med stekt fläsk och mesesås (från getmese). Även tunnbröd och halvtjockkakor är vanligt i Ångermanland.
Norrlands Guld kommer ursprungligen från Sollefteå, och har fortfarande Ångermanlands landskapsvapen i logotypen. Zeunerts bryggeri, uppköpt år 2000 av Kopparbergs Bryggeri, ligger i Sollefteå.